# Lijst van vlaggen van Canada
Dit is een lijst van vlaggen van Canada.

## Nationale vlag (perFIAV-codering)
|          | Civiele vlag | Staatsvlag | Oorlogsvlag |
| -------- | ------------ | ---------- | ----------- |
| Te land  | · ?          | · ?        | · ?         |
| Te water | · ?          | · ?        | · ?         |

## Vlaggen van bestuurders

Koninklijke standaard van Koning Charles III
Koninklijke standaard van de Kroonprins
Standaard van de gouverneur-generaal
Standaard van de gouverneur-generaal (1931–1952)
Standaard van de gouverneur-generaal (1952–1981)
Standaard van de gouverneur-generaal Roméo LeBlanc (1999-2002)

## Militaire vlaggen

Vlag van de gezamenlijke Canadese strijdkrachten
Vlag van de Canadese Landmacht. In het kanton staat de nationale vlag, rechts het embleem van de Canadese Landmacht.
Vaandel van de Koninklijke Canadese Marine. In het kanton staat de nationale vlag, rechts het embleem van de Koninklijke Canadese Marine.
Vlag van de Canadese kustwacht. Links het symbool uit de nationale vlag, rechts twee zeedieren.
Vlag van de Royal Canadian Air Force. In het kanton de nationale vlag, rechts het embleem van de Royal Canadian Air Force.
Vaandel van de Koninklijke Canadese Marine. In het kanton staat de nationale vlag, rechts het embleem van de Koninklijke Canadese Marine.
Vaandel van de Naval Auxilliary Jack. In het kanton staat de nationale vlag, rechts het embleem van de Naval Auxilliary Jack.
Vlag van de Canadese kustwacht. Links het symbool uit de nationale vlag, rechts twee zeedieren.
Vlag van het Royal Military College van Canada
Vlag van de Canadese admiraliteit